# Hermann Thiersch
Hermann Thiersch (né le 12 janvier 1874 à Munich ; mort le 5 juin 1939 à Göttingen) est un archéologue classique allemand.

## Biographie
Hermann Thiersch est issu d'une famille aisée. Son père August Thiersch est architecte et professeur d'histoire de l'architecture à l'université technique de Munich. Après avoir suivi l'école primaire et le lycée, Hermann Thiersch étudie l'archéologie classique à l'université Louis-et-Maximilien de Munich. Après des études à Berlin, il obtient en 1898 le titre de docteur en philosophie sous la direction d'Adolf Furtwängler à Munich avec la thèse « Tyrhenische Amphoren. Studien zur Geschichte der altattischen Vasenmalerei » (Études sur l'histoire de la peinture sur vase de l'Attique ancienne). Il effectue des voyages scientifiques avec son père en Grèce et en Asie mineure.
L'année suivante, il obtient son premier poste d'assistant à l'Antiquarium royal de Munich. En 1900-1901 et 1902-1903, il obtient la bourse de voyage de l'Institut archéologique allemand, ce qui lui permet d'entreprendre des voyages dans divers pays de la Méditerranée orientale, principalement en Palestine, où il découvre des tombes hellénistiques richement peintes à Marésha, et retrouve l'emplacement, jusqu'alors perdu, de la très ancienne ville de Sichem. Plus tard, il participe à différentes fouilles à Alexandrie (cité des morts ; sérapéum d'Alexandrie), Pergame et Égine, dont les résultats spnt en partie intégrés dans sa thèse d'habilitation « Deux tombes antiques près d'Alexandrie ».
En 1904, il obtient son habilitation à l'université de Munich. En 1905, il est nommé professeur associé à l'université Albert Ludwig de Fribourg et devient professeur ordinaire en 1909. La même année, il publie ses idées de reconstruction du « Grand Phare d'Alexandrie », qui le font connaître au-delà des frontières allemandes dans les milieux spécialisés.
En 1913, il est doyen de la faculté de philosophie. En 1918, il devient professeur ordinaire à l'université de Göttingen, succédant à Gustav Körte, décédé. En 1925, il est recteur de l'université de Göttingen. En novembre 1933, il signe la profession de foi des professeurs allemands en faveur d'Adolf Hitler. De 1924 à 1936, il est secrétaire de l'Académie des sciences de Göttingen. En cette qualité, il entreprend à nouveau de nombreux voyages à l'étranger, en Asie mineure, en Afrique du Nord et à nouveau en Grèce, au cours desquels il tombe gravement malade en 1937. Durant sa période à Göttingen, il s'intéresse à des questions d'histoire de la religion et à des aspects de la réception de l'Antiquité.
En 1938, il est exclu de l'Académie de Göttingen parce que sa femme avait été classée comme « demi-juive ». Il ne peut plus exercer son activité d'enseignant jusqu'à sa retraite le 20 janvier 1939.

## Publications
Certaines lettres, documents et dossiers de la succession de Thiersch sont conservés dans les collections spéciales de la Niedersächsische Staats- und Universitätsbibliothek de Göttingen.
- Tyrrhenische Amphoren. Studien zur Geschichte der altattischen Vasenmalerei (Amphores tyrrhéniennes. Études sur l'histoire de la peinture sur vase de l'Attique ancienne), Seemann, Leipzig 1899 (thèse de doctorat, Munich 1898).
- Pharos, Antike, Islam und Occident. Ein Beitrag zur Architekturgeschichte (Pharos, Antiquité, Islam et Occident. Une contribution à l'histoire de l'architecture), Teubner, Leipzig / Berlin ,1909.
- Winckelmann und seine Bildnisse (Winckelmann et ses portraits), C. H. Beck, München, 1918 (Vortrag von 1917).
- August Thiersch als Architekt und Forscher. Biographie (August Thiersch comme architecte et chercheur. Biographie), Weidmannsche Buchhandlung, Berlin, 1923.
- Friedrich von Thiersch, der Architekt (1852–1921). Ein Lebensbild (Friedrich von Thiersch, l'architecte (1852-1921). Un portrait de vie), Weidmannsche Buchhandlung, Berlin, 1925.
- Göttingen und die Antike (Göttingen et l'Antiquité), Akademische Buchhandlung Calvör / Deuerlichsche Buchhandlung, Göttingen, 1926.
- Ludwig I. von Bayern und die Georgia Augusta (Louis Ier de Bavière et la Georgia Augusta), Weidmannsche Buchhandlung, Berlin, 1927.
- Artemis Ephesia. Eine archäologische Untersuchung. 1. Katalog der erhaltenen Denkmäler (Artémis Ephesia. Une étude archéologique. 1. catalogue des monuments conservés), Weidmannsche Buchhandlung, Berlin, 1935.
- Ependytes und Ephod. Gottesbild und Priesterkleid im Vorderen Orient (Épendytès et Éphod. Image de Dieu et vêtement sacerdotal au Proche-Orient), Kohlhammer, Stuttgart / Berlin, 1936.